# روجر سلومان
روجو سلومان (بالإنجليزية: Roger Sloman)‏، (19 مايو 1946)، هو ممثل إنجليزي. وقد عمل في العديد من الأفلام والتلفزيونات منذ السبعينات. وقد مثل أكثر من 30 عملاً.

## روابط خارجية
- روجر سلومان على موقع IMDb (الإنجليزية)
- روجر سلومان على موقع قاعدة بيانات الفيلم (الإنجليزية)